# Tecuahuta
Tecuahuta är en ort i Mexiko.   Den ligger i kommunen Cuetzalan del Progreso och delstaten Puebla, i den sydöstra delen av landet, 190 km öster om huvudstaden Mexico City. Tecuahuta ligger 523 meter över havet och antalet invånare är 230.
Terrängen runt Tecuahuta är huvudsakligen kuperad, men norrut är den platt. Runt Tecuahuta är det ganska tätbefolkat, med 134 invånare per kvadratkilometer. Närmaste större samhälle är Ciudad de Cuetzalan, 8,9 km väster om Tecuahuta. I omgivningarna runt Tecuahuta växer i huvudsak städsegrön lövskog.